# Zborov
Zborov és un poble i municipi d'Eslovàquia. Es troba a la regió de Prešov, al nord del país.

## Història
La primera referència escrita de la vila data del 1355.

## Demografia
| Godina             | 1994 | 2004    | 2014    | 2024   |
| ------------------ | ---- | ------- | ------- | ------ |
| Nombre de persones | 2424 | 2864    | 3346    | 3670   |
| Diferència         |      | +18,15% | +16,82% | +9,68% |

| Godina             | 2023 | 2024   |
| ------------------ | ---- | ------ |
| Nombre de persones | 3623 | 3670   |
| Diferència         |      | +1,29% |